# Barragem de Castro
A albufeira, a central e a barragem de Castro (também conhecida como salto de Castro) são uma obra de engenharia hidroeléctrica construída no curso meio do rio Douro, na zona conhecida como as Arribas do Douro, uma profunda depressão geográfica. A barragem está situada a 4 km da localidade de Castro de Alcañices, na província de Zamora, Castela e Leão.
Faz parte do sistema Saltos do Duero junto com as infraestruturas instaladas em Aldeiadávila,  Almendra, Ricobayo, Saucelle e Villalcampo.